# جزر إيجه الإيطالية
جزر إيجه الإيطالية (بالإيطالية: Isole italiane dell'Egeo) (باليونانية: Ἰταλικαὶ Νῆσοι Αἰγαίου Πελάγους) هو مجموعة من اثنتي عشر جزيرة في الجزء الجنوبي من بحر إيجة والتي كانت تحكمها مملكة إيطاليا من 1912 وحتى 1943.